# Cirugía oral y maxilofacial

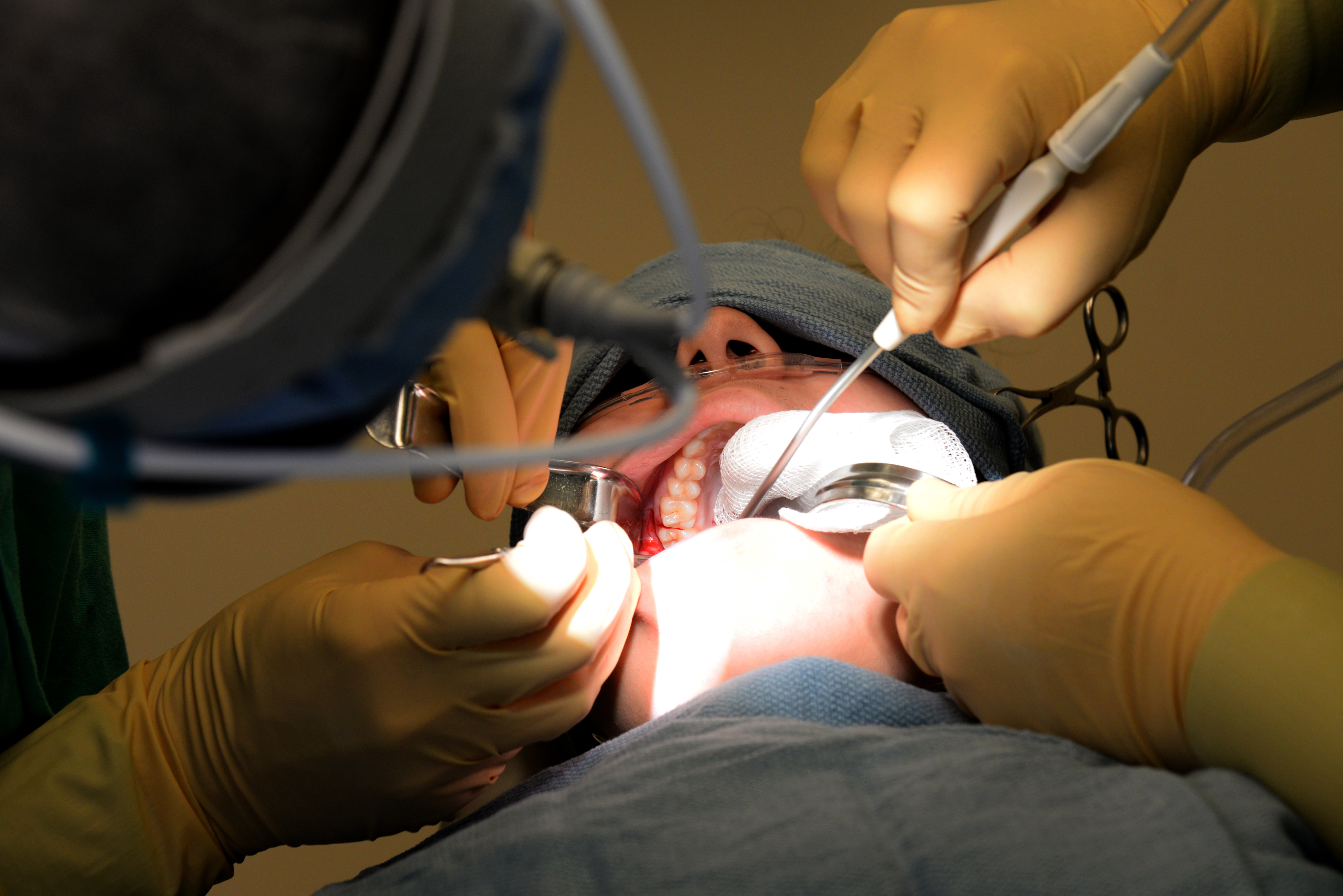
Extracción de cordales o muelas del juicio

La cirugía oral y maxilofacial, según la International Association of Oral & Maxillofacial Surgeons (IAOMS) es una «especialidad quirúrgica que incluye el diagnóstico, cirugía y tratamientos relacionados de un gran espectro de enfermedades, heridas y aspectos estéticos de la boca, dientes, cara, cabeza y cuello».

## Denominación
En Europa se denomina cirugía oral y maxilofacial a «la especialidad médica que se dedica al estudio, prevención, diagnóstico, tratamiento y rehabilitación de las enfermedades congénitas y adquiridas del cráneo, cara, cabeza y cuello, cavidad oral y maxilares (incluyendo la dentición). La patología adquirida puede ser de origen tumoral, traumático, por degeneración o envejecimiento».

En el continente americano se la define como una especialidad de la odontología, indicando el campo de actuación de una forma similar al de la IAOMS, aunque también existen médicos especializados en este territorio, habitualmente cirujanos plásticos, que utilizan la denominación de cirujano maxilofacial, así como la especialidad médica de Cirugía de Cabeza, Cuello y plástica Maxilofacial, los cuales se dedican al tratamiento quirúrgico de las patologías oncológicas de cabeza y cuello.

## Formación
La especialidad se realiza bajo el sistema de residencia: tras la obtención de la titulación universitaria en Medicina (en Europa)  y la superación de las pruebas de acceso correspondientes, se accede a una formación práctica supervisada adicional de 3-8 años según la normativa propia de cada país (en el caso de España, tras finalizar Medicina y obtener plaza en las pruebas de acceso, más conocidas como examen MIR, la formación tiene una duración de 5 años). En Europa es aconsejable pero no obligatorio obtener la titulación universitaria en odontología. Siendo aconsejable el doble grado.
Durante la residencia el especialista en formación se integra en diversos equipos hospitalarios y va asumiendo responsabilidades de forma progresiva. Esta formación incluye rotaciones (estancias formativas) en servicios de Urgencias, Cirugía General, Cirugía Plástica, Otorrinolaringología y Cuidados Intensivos, y otros servicios relacionados con la especialidad. Los programas de formación suelen incluir rotaciones externas en otros centros nacionales y/o internacionales.
El médico en formación en Cirugía Oral y Maxilofacial también debe adquirir los conocimientos odontológicos básicos necesarios para el ejercicio de la especialidad. En algunos países de Europa se requiere, además de ser médico, la titulación obligatoria, formal y completa como odontólogo o estomatólogo antes de formarse como cirujano maxilofacial. Los programas de formación para odontólogos de Estados Unidos también suelen mantener en su programa materias médicas para complementar la formación.
La formación de base (Medicina u Odontología) determina en parte el tipo de patología sobre la cual actuará con más frecuencia y el tipo de tratamientos que realizará, tanto desde un punto de vista legal como desde un punto de vista formativo. No obstante, hay una tendencia generalizada a obtener la doble titulación de forma voluntaria para compensar las deficiencias en formación o limitaciones legales que puedan existir según la titulación de base del especialista, por lo que no es extraño observar cirujanos maxilofaciales americanos que cursan de manera voluntaria los estudios de Medicina, o cirujanos maxilofaciales españoles que se forman complementariamente cursando los estudios de Odontología.
En la región maxilofacial intervienen varios profesionales de la salud. Esta especialidad está muy relacionada con la cirugía plástica, la neurocirugía y la otorrinolaringología, con las que trabaja estrechamente, solapándose en muchos aspectos, así como con la especialidades odontológicas de ortodoncia y prostodoncia.

## Campo de actuación
Al trabajar en un territorio anatómico muy complejo, la especialidad abarca una gran variedad de procedimientos. El cirujano maxilofacial realiza desde complejas intervenciones de cirugía plástica reconstructiva craneofacial, cirugía del esqueleto de la cara, procedimientos de cirugía estética de la cara y el cuello hasta extracciones de muelas del juicio, apicectomias o colocación de implantes dentales. El amplio campo de actuación de esta especialidad, a pesar de ser un territorio corporal bastante delimitado, hace que en muchas ocasiones un cirujano maxilofacial decida especializarse más en un campo concreto.

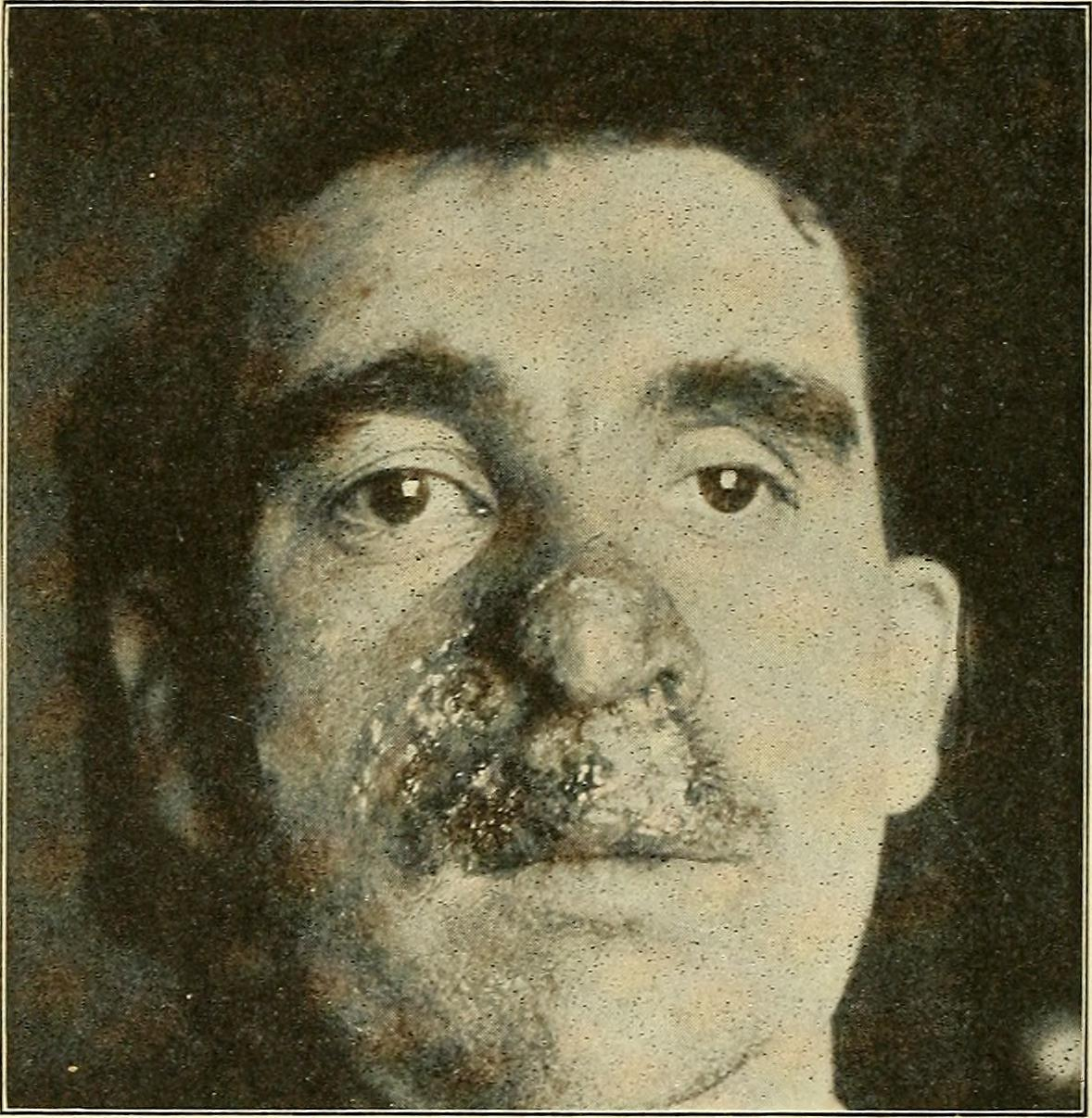
La cirugía maxilofacial también reconstruye partes dañadas del rostro, extrayendo piel de otras partes del cuerpo.

El campo de actuación (y, en consecuencia, las formación) de la especialidad incluye las siguientes áreas:
- Soporte vital avanzado.
- Cirugía del labio leporino - paladar hendido.
- Coordinación de equipos multidisciplinares en el manejo de patologías complejas.
- Cirugía craneofacial, distracción osteogénica.
- Cirugía dentoalveolar.
- Manejo de emergencias de la vía aérea.
- Técnicas de imagen de la cabeza y el cuello (adquisición, planificación y realización de modelos).
- Manejo de traumatismos cráneo-maxilofaciales (hueso, partes blandas y dientes), incluyendo traumatismos en fase aguda y tratamiento de las secuelas.
- Manejo del dolor.
- Manejo de la ansiedad intraoperatoria, sedación y soporte vital.
- Manejo de las enfermedades y tumores de las glándulas salivales.
- Manejo de las anomalías congénitas de la cabeza y el cuello.
- Manejo quirúrgico y no quirúrgico de las enfermedades y trastornos de la articulación temporomandibular.
- Manejo de las infecciones de la cabeza y el cuello.
- Cirugía oncológica en la cabeza y el cuello, incluyendo nódulos linfáticos.
- Cirugía del síndrome apnea obstructiva del sueño (SAOS).
- Medicina oral.
- Patología oral.
- Cirugía oral.
- Cirugía ortognática y ortopédica facial.
- Cirugía preprotésica, incluyendo implantología intra y extraoral.

### Cirugía reconstructiva
Incluyendo el tallado de colgajos de hueso y partes blandas (pediculados y libres). Reparación vascular y neural. Microcirugía.

### Cirugía plástica estética (cosmética) facial
Incluyendo lifting facial o ritidectomía, blefaroplastia, mentoplastia o genioplastia, rinoplastia y septoplastia, otoplastia, implantes faciales y tratamientos relacionados con la piel de la cara.

### Medicina y cirugía regenerativa
Ingeniería tisular (hueso y partes blandas); terapia con células madre; expansión tisular y regeneración.

## Inicios de la Cirugía maxilofacial en España
En 1938, en el transcurso de la guerra civil española, el número de heridos maxilofaciales fue enorme por lo que se dispuso que el hospital militar de San Sebastián fuera el hospital de referencia en la retaguardia.
En dicho hospital se creó el primer servicio de cirugía maxilofacial en España para lo que se contrató al cirujano americano Joseph Eastman Sheehan (1885 – 1951) y al anestesista británico Robert Reynolds Macintosh (1897-1989), Estos médicos formaron un equipo en el que la especialidad odontológica y protésica fue dirigida por Carmelo Balda.
En los momentos más críticos, especialmente tras la batalla de Teruel, el número de pacientes llegó a 700,  estando muchos de ellos hospedados en casas particulares.
Eastman publicó en una entrevista en el New York Times que “Había tantas caras mutiladas en el ejército rebelde como había en el ejército británico al final de la primera Guerra Mundial”.
Describía el horror de la siguiente manera: “Los heridos de cara más frecuentes eran de metralla, realmente impresionantes. Estos pobres heridos de metralla en el rostro producían horror; verdaderos monstruos, sin cara;"
Al terminar la guerra, en 1941, el servicio se trasladó al hospital Gómez Ulla de Madrid.
En el bando republicano destacó el cirujano Pere Gabarró García, especialmente tras la batalla del Ebro.

## Logros recientes de la cirugía maxilofacial
Entre los grandes hitos recientes de la cirugía maxilofacial se encuentra la realización del primer trasplante de cara por el equipo liderado por el Jefe del Servicio de Cirugía Oral y Maxilofacial del Hospital de Amiens, el Prof. Devauchelle, en cooperación con el Prof. Dubernard, especialista en Urología y con una gran experiencia en trasplantes de todo tipo.